# او-۴۳۴
زیردریایی یو-۴۳۴ (به انگلیسی: German submarine U-434) یک زیردریایی بود که طول آن ۶۷٫۱ متر (۲۲۰ فوت ۲ اینچ) بود. این زیردریایی در سال ۱۹۴۱ ساخته شد.